# متیل فنیل‌استات
متیل فنیل‌استات (به انگلیسی: Methyl phenylacetate) با فرمول شیمیایی C۹H۱۰O۲ یک ترکیب شیمیایی با شناسه پاب‌کم ۷۵۵۹ است. که جرم مولی آن ۱۵۰٫۱۷۴۵ g/mol می‌باشد. شکل ظاهری این ترکیب، مایع بی‌رنگ است.